# Rebellion (2025)
Rebellion (2025) – gala wrestlingu organizowana przez amerykańską federację Total Nonstop Action Wrestling (TNA), która była nadawana na żywo w systemie pay-per-view i za pośrednictwem platform TNA+ oraz Triller TV. Odbyła się 27 kwietnia 2025 w Galen Center w Los Angeles w stanie Kalifornia. Była to siódma gala z cyklu Rebellion, a zarazem drugie per-per-view TNA w 2025. W wydarzeniu wzięli również udział wrestlerzy z brandu NXT WWE.
Na gali odbyło się dziesięć walk, w tym dwie w pre-show Countdown to Rebellion. W walce wieczoru, Joe Hendry pokonał Frankiego Kazariana i Ethana Page’a z NXT, aby zachować TNA World Championship. W innych ważnych walkach, The Nemeth Brothers (Nic Nemeth i Ryan Nemeth) pokonali The Hardys (Jeffa Hardy’ego i Matta Hardy’ego), aby wygrać TNA World Tag Team Championship, Masha Slamovich pokonała Tessę Blanchard, aby zachować TNA Knockouts World Championship, a Mike Santana pokonał Mustafę Alego w Falls Count Anywhere matchu. Wydarzenie jest również godne uwagi ze względu na debiut Indi Hartwell w TNA i pojawienie się wrestlera NXT Tricka Williamsa.

## Tło
4 grudnia 2024, TNA ogłosiło, że Rebellion odbędzie się 27 kwietnia 2025 w Galen Center w Los Angeles w stanie Kalifornia.

## Rywalizacje
Rebellion oferowało walki wrestlingu z udziałem różnych zawodników na podstawie przygotowanych wcześniej scenariuszy i rywalizacji, które są realizowane podczas cotygodniowych odcinków programu Impact!. Wrestlerzy odgrywają role pozytywnych (face) lub negatywnych bohaterów (heel), którzy rywalizują pomiędzy sobą w seriach walk mających budować napięcie.

### Pojedynek o TNA X Division Championship
Przed emisją odcinka TNA Impact! z 27 marca, The System (Eddie Edwards, Alisha Edwards, Brian Myers, JDC i TNA X Division Champion Moose) pojawili się na ringu, aby wygłosić promo. Tam Edwards zrugał swoich kolegów z drużyny za to, co uważał za słabe występy na Sacrifice. W szczególności wyróżnił Moose’a za obronę tytułu w ladder matcu przeciwko Jeffowi Hardy’emu, wywołując, że boi się wysokości. W związku z tym Edwards powiedział Moose’owi, że musi "stawić czoła swoim lękom", ogłaszając, że będzie bronił X Division Championship na Rebellion w Ultimate X matchu. Na odcinku TNA Impact! z 3 kwietnia TNA ujawniło Leona Slatera, Matta Cardonę i El Hijo del Vikingo jako pierwszych trzech uczestników walki. Na odcinku TNA Impact! 17 kwietnia KC Navarro pokonał Cody’ego Deanera, aby zakwalifikować się do Ultimate X matchu. 24 kwietnia Sidney Akeem, który zmierzył się z Moosem na Unbreakable w walce bez tytułu na szali kilka dni temu, został potwierdzony jako ostatni uczestnik walki.

### Pojedynek o TNA World Tag Team Championship
Na Sacrifice, TNA World Champion Joe Hendry, TNA World Tag Team Champion Matt Hardy, Elijah, Leon Slater i Nic Nemeth pokonali The System (Eddie Edwards, Brian Myers i JDC) i The Colóns (Eddie Colón i Orlando Colón) w Steel Cage 10-man tag team matchu. Jednak po walce Nic i jego brat Ryan Nemeth zamknęli się w klatce z Hardym, kontynuując bicie go i rozcinanie głowy, jednocześnie uniemożliwiając kolegom z drużyny powstrzymanie ich. Nemethowie wyjaśnili swoje działania w kolejnym odcinku TNA Impact! twierdząc, że Matt i jego brat Jeff wzięli całą zasługę za niedawne odrodzenie TNA, a nie Nic. Następnie ogłosili, że są najlepszym braterskim tag teamem w historii wrestlingu. W następnym tygodniu Nic pokonał Slatera w singles matchu, zanim on i Ryan pobili go po walce. The Hardys wybiegli, aby uratować Slatera, gdzie rzucili wyzwanie The Nemeths na walkę o TNA World Tag Team Championship na Rebellion. TNA uczyniło walkę oficjalną później tej nocy.

### Pojedynek o TNA Knockouts World Championship
Po powrocie do TNA na Final Resolution, Tessa Blanchard przysięgła odzyskać to, co nazwała "swoją" dywizją Knockouts. Na odcinku TNA Impact! z 20 lutego Blanchard po raz pierwszy miała interakcję z TNA Knockouts World Championką Mashą Slamovich, która zajęła jej miejsce w walce po tym, jak Blanchard odmówiła rywalizacji. Na TNA Impact! po Sacrifice, Blanchard skonfrontowała się ze Slamovich na początku programu, dając jej znać, że będzie celować w jej tytuł. W następnym tygodniu Slamovich pokonała Jacy Jayne z NXT w walce bez tytułu na szali, a Blanchard została wyrzucona z ringu. Jednak natychmiast po walce Blnachard i Jayne zaatakowały Slamovich, zanim zostały przegonione przez Xię Brookside i Léi Ying Lee. Tydzień później Blanchard połączyła siły z Fatal Influence (Jayne i Jazmyn Nyx), aby pokonać Slamovich, Brookside i Lee w six-woman tag team matchu, a Blanchard przypięła Slamovich, aby zdobyć zwycięstwo. Później tej samej nocy, TNA ogłosiło, że Slamovich będzie bronić TNA Knockouts World Championship przeciwko Blanchard na Rebellion.

### Pojedynek o TNA World Championship
Na Bound for Glory 26 października 2024 roku, Frankie Kazarian wygrał Call Your Shot Gauntlet, zdobywając walkę o mistrzostwo, który wybierze w dowolnym momencie w ciągu jednego roku kalendarzowego. Później tej nocy, Kazarian służył jako specjalny sędzia w walce o TNA World Championship pomiędzy mistrzem Niciem Nemethem i Joe Hendrym. Kazarian bezskutecznie próbował wykorzystać swój kontrakt na walkę na mistrzostwo podczas walki. W ciągu następnych kilku miesięcy Kazarian kontynuował spór z Hendrym i podjął kilka nieudanych prób wywołania swojego kontraktu, w szczególności na Genesis, gdzie Hendry pokonał Nemetha, aby zdobyć tytuł. Na odcinku TNA Impact! z 3 kwietnia, Kazarian zaatakował Hendry’ego i zranił go w ramię (kayfabe). Hendry został następnie przewieziony do pobliskiego szpitala. Później tej nocy, Kazarian oświadczył, że będzie walczył o TNA World Championship na Rebellion w swoim rodzinnym stanie Kalifornia. Jednak Ethan Page z NXT niespodziewanie powrócił do TNA i oświadczył, że po rozmowie z Dyrektorem of Authority TNA Santino Marellą, będzie walczył z Hendrym o tytuł na Rebellion. Kazarian i Page następnie wdali się w bójkę, w której Page uzyskał przewagę. Później tej nocy w poście na platfornie X ogłoszono, że Hendry będzie bronił TNA World Championship zarówno przeciwko Kazarianowi, jak i Page’owi w three-way matchu na Rebellion.

### Mike Santana vs. Mustafa Ali
Na Sacrifice Mustafa Ali pokonał Mike’a Santanę z powodu ingerencji jego gabinetu Order 4 (Tasha Steelz i The Great Hands (John Skylar i Jason Hotch)). Po walce Ali wziął piwo od fana i postawił je przed Santaną, nawiązując do walki Santany z alkoholizmem i trzeźwością. W kolejnym odcinku TNA Impact! obaj mieli rewanż z Order 4 wyrzuconym z ringside’u. Santana wygrał, ale tylko przez wyliczenie pozaringowe, gdy Ali wyszedł z walki. Zapytany o powód odejścia przez Gię Miller, Ali przysiągł, że będzie jedynym "uzależnieniem", którego Santana nie może pokonać. Dwa tygodnie później Santana oprowadził swojego przyjaciela, który został zatrudniony przez TNA, który również świętował trzy miesiące trzeźwości. Mężczyzna został jednak porwany przez Order 4, gdzie Ali przypomniał mu o wypadku samochodowym, który spowodował rok temu, w wyniku którego młoda dziewczyna została sparaliżowana. Mężczyzna został później znaleziony nieprzytomny przez innych pracowników za kulisami, najwyraźniej po nawrocie choroby. W następnym tygodniu Ali zmierzył się z Ace’em Austinem, ale celowo został zdyskwalifikowany po użyciu krzesła. Miał zamiar dalej atakować Austina, dopóki nie został skonfrontowany przez Santanę, gdzie on i Order 4 ponownie się wycofali. Jednak Santana porwał ich samochód i porwał Skylara, gdzie argumentował, że Ali pozbędzie się Skylara, gdy tylko spełni swój cel. TNA później ogłosiło, że rewanż między Santaną a Alim odbędzie się na Rebellion. Na Unbreakable ogłoszono, że walka odbędzie się na zasadach Falls Count Anywhere.

### Pojedynek o TNA International Championship
Na Unbreakable, przed walką wieczoru, które miało ukoronować inauguracyjnego TNA International Championa w three-way matchu, ogłoszono, że tytuł będzie broniony na Rebellion przeciwko uczestnikowi, który nie został przypięty ani poddany. Steve Maclin pokonał Erica Younga i A. J. Francisa, z których ten ostatni został przypięty Maclina, aby zostać inauguracyjnym mistrzem. Później tej samej nocy ogłoszono, że Maclin będzie bronił TNA International Championship przeciwko Youngowi na Rebellion.

### Pojedynek o TNA Knockouts World Tag Team Championship
Na Sacrifice, Ash by Elegance i Heather by Elegance pokonały Spitfire (Dani Lunę i Jody Threat) w 3-on-2 handicap matchu z ich menadżerem, The Personal Conciergem, aby wygrać TNA Knockouts World Tag Team Championship. Jednak podczas świętowania zostali skonfrontowani przez wrestlerki NXT Lash Legend i Jakarę Jackson z Meta-Four. W kolejnym odcinku TNA Impact!, Ash i Heather próbowały zorganizować właściwą uroczystość, wraz z Ash składającą życzenie na torcie, ale zostali przerwani przez Spitfire, Meta-Four, a później Gigi Dolin i Tatum Paxley; konfrontacja przerodziła się w masową bójkę. Doprowadziło to do pojedynku bez tytułu na szali pomiędzy Ash i Heather, a Dolin i Paxley, w którym mistrzynie odniosły zwycięstwo. Po walce Ash miała zdmuchnąć swój tort z zeszłego tygodnia, ale Dolin i Paxley w końcu uderzyły ją w tort twarzą. Zrozpaczona Ash wzięła krótki urlop naukowy od TNA po tym incydencie. Tydzień później Meta-Four pokonały Spitfire w tag team matchu. Dwa tygodnie później, 17 kwietnia, Dolin i Paxley pokonały Heather i tymczasową partnerkę Maggie Lee, a Dolin przypięła Heather, aby wygrać. Za kulisami zmartwione Heather, Lee i Personal Concierge martwiły się o to, jak Ash zareaguje na przegraną, zanim ponownie zostały skonfrontowane z trzema innymi drużynami, które chciały walki o tytuł. Po wielu krzykach pomiędzy trzema drużynami, Heather ustąpiła i przyznała im wszystkim four-way tag team match o tytuły na Rebellion.

## Wyniki walk
| Nr                                                                   | Wyniki | Stypulacje                                                                                              | Czas  |
| -------------------------------------------------------------------- | --- | --- | ----- |
| 1P                                                                   | Fatal Influence (Fallon Henley, Jacy Jayne i Jazmyn Nyx) pokonały Rosemary, Xię Brookside i Léi Ying Lee poprzez pinfall                                                                                       | Six-woman tag team match                                                                                | 9:00  |
| 2P                                                                   | Elijah pokonał Shane’a Haste’a poprzez pinfall | Singles match                                                                                           | 6:00  |
| 3                                                                    | Moose (c) pokonał KC Navarro, Leona Slatera, Matta Cardonę, El Hijo del Vikingo i Sidneya Akeema | Ultimate X match o TNA X Division Championship                                                          | 15:20 |
| 4                                                                    | Ash by Elegance i Heather by Elegance (c) (z The Personal Conciergem) pokonały The Meta-Four (Jakarę Jackson i Lash Legend), Spitfire (Dani Lunę i Jody Threat) oraz Gigi Dolin i Tatum Paxley poprzez pinfall | Four-way tag team match o TNA Knockouts World Tag Team Championship                                     | 9:35  |
| 5                                                                    | Ace Austin i The Rascalz (Trey Miguel i Zachary Wentz) (z Seanem Waltmanem) pokonali The System (Briana Myersa, Eddiego Edwardsa i Moose’a) (z Alishą Edwards) poprzez pinfall                                 | Six-man tag team match                                                                                  | 11:10 |
| 6                                                                    | Steve Maclin (c) pokonał Erica Younga (z The Northern Armory (z Judasem Icarusem i Travisem Williamsem)) poprzez pinfall                                                                                       | Singles match o TNA International Championship                                                          | 9:25  |
| 7                                                                    | Mike Santana pokonał Mustafę Alego poprzez pinfall | Falls Count Anywhere match                                                                              | 19:25 |
| 8                                                                    | Masha Slamovich (c) pokonała Tessę Blanchard poprzez submission | Singles match o TNA Knockouts World Championship                                                        | 14:00 |
| 9                                                                    | The Nemeth Brothers (Nic Nemeth i Ryan Nemeth) pokonali The Hardys (Jeffa Hardy’ego i Matta Hardy’ego) (c) poprzez pinfall                                                                                     | Tag team match o TNA World Tag Team Championship                                                        | 12:00 |
| 10                                                                   | Joe Hendry (c) pokonał Frankiego Kazariana i Ethana Page’a poprzez pinfall | Three-way match o TNA World Championship Kazarian wykorzystał swój kontrakt z Call Your Shot Gauntletu. | 13:40 |
| (c) – mistrz/mistrzyni przed walkąP – walka miała miejsce w pre-show | | |       |

Uwagi
1. ↑  Pierwotnie walka miał być pojedynkiem Ace Austin i The Rascalz vs. The System (Brian Myers, Eddie Edwards i JDC), ale JDC nie mógł się pojawić z powodu problemów z podróżą.